# 2022 FIFAワールドカップ・アジア1次予選
- 2022 FIFAワールドカップ > 2022 FIFAワールドカップ・予選 > 2022 FIFAワールドカップ・アジア予選 > 2022 FIFAワールドカップ・アジア1次予選
- AFCアジアカップ2023 > AFCアジアカップ2023 (予選) > 2022 FIFAワールドカップ・アジア1次予選

本記事では、2022 FIFAワールドカップのアジア予選、ならびにAFCアジアカップ2023の予選のうち1次予選（いちじよせん）の詳細について示す。

## 方式
参加全46チームのうち、FIFAランキング上位34チームは1次予選を免除。残る12チームが2チームずつに分かれてホーム・アンド・アウェーで対戦し、勝利したチームが2次予選に進出する。

## 出場国
組み合わせ抽選会は、2019年4月17日11:00(UTC+8)よりマレーシア・クアラルンプールのAFCハウスで開催された。
シード順には、組み合わせ抽選の時点で最新（2019年4月4日）のFIFAランキングが用いられた。シード順は以下の通りで、1次予選出場チームのうち上位シードチームと下位シードチームが対戦するよう抽選する。左の数字はAFC内での順位、かっこ内の数字はFIFA全体での順位。
| ポットA | ポットB |
| --- | --- |
| 1. マレーシア (168) 2. カンボジア (173) 3. マカオ (183) 4. ラオス (184) 5. ブータン (186) 6. モンゴル (187) | 1. バングラデシュ (188) 2. グアム (193) 3. ブルネイ (194) 4. 東ティモール (195) 5. パキスタン (200) 6. スリランカ (202) |

## 試合結果
第1試合は2019年6月6日、第2試合は2019年6月11日に実施された。

| チーム #1  | 合計   | チーム #2      | 第1戦 | 第2戦 |
| ---------- | ------ | -------------- | ----- | ----- |
| モンゴル   | 3 - 2  | ブルネイ       | 2 - 0 | 1 - 2 |
| マカオ     | 1 - 3  | スリランカ     | 1 - 0 | 0 - 3 |
| ラオス     | 0 - 1  | バングラデシュ | 0 - 1 | 0 - 0 |
| マレーシア | 12 - 2 | 東ティモール   | 7 - 1 | 5 - 1 |
| カンボジア | 4 - 1  | パキスタン     | 2 - 0 | 2 - 1 |
| ブータン   | 1 - 5  | グアム         | 1 - 0 | 0 - 5 |

注釈
1. ↑  マカオは、同年4月にスリランカで大規模テロ事件が発生したことを踏まえ、スリランカのホームゲーム会場を国外とするよう国際サッカー連盟（FIFA）・アジアサッカー連盟（AFC）・スリランカサッカー連盟に要望していたものの、最終的にスリランカ国内での開催が認められた。これに対しマカオは6月8日に、安全の確保ができないとして、スリランカに選手を送らず予選を辞退することを表明した[6][7]。FIFAは6月27日に、同試合を没収試合（マカオの0-3での敗戦扱い）とする決定を下した[8]。

| 2019年6月6日 17:00 UTC+8 |

| モンゴル                             | 2 - 0                   | ブルネイ |
| ツェデンバル 9分 · ナランボルド 68分 | 記録(AFC) レポート(AFC) |          |

| MFFフットボールセンター, ウランバートル 観客数: 1,685 主審: プランジャル・バネルジェ |

| 2019年6月11日 20:15 UTC+8 |

| ブルネイ                   | 2 - 1                   | モンゴル               |
| ラジミー・ラムリ 4分, 34分 | 記録(AFC) レポート(AFC) | ツェデンバル 47分 (PK) |

| ハサナル・ボルキア国立競技場, バンダルスリブガワン 観客数: 17,210 主審: アフマド・ヤクーブ・イブラヒム |

2試合合計3-2でモンゴルが勝利
| 2019年6月6日 19:30 UTC+8 |

| マカオ          | 1 - 0                   | スリランカ |
| ドゥアルテ 52分 | 記録(AFC) レポート(AFC) |            |

| 珠海体育中心, 珠海, （中国） 観客数: 901 主審: キム・デヨン |

| 中止 |

| スリランカ | 3 - 0 没収試合（注） | マカオ |
|            | 記録(AFC)            |        |

|  |

2試合合計3-1でスリランカが勝利（注）
| 2019年6月6日 18:30 UTC+7 |

| ラオス | 0 - 1                   | バングラデシュ        |
|        | 記録(AFC) レポート(AFC) | ラビウル・ハサン 72分 |

| ニュー・ラオス・ナショナルスタジアム, ヴィエンチャン 観客数: 4,572 主審: 何煒昇 |

| 2019年6月11日 19:00 UTC+6 |

| バングラデシュ | 0 - 0                   | ラオス |
|                | 記録(AFC) レポート(AFC) |        |

| バンガバンドゥ・ナショナル・スタジアム, ダッカ 観客数: 7,453 主審: ティムール・ファイズリン |

2試合合計1-0でバングラデシュが勝利
| 2019年6月7日 20:45 UTC+8 |

| マレーシア | 7 - 1                   | 東ティモール          |
| コービン＝オング 12分 · シャーレル・フィクリ 23分 · ノーシャールル 43分 · サファウィ 45+1分, 59分 · ファイズ 78分 · アヒャル 89分 | 記録(AFC) レポート(AFC) | ジョアン・ペドロ 52分 |

| ブキット・ジャリル国立競技場, クアラルンプール 観客数: 4,244 主審: シェルゾド・カシモフ |

| 2019年6月11日 20:45 UTC+8 |

| 東ティモール | 1 - 5                   | マレーシア                                                            |
| ガマ 72分    | 記録(AFC) レポート(AFC) | シャーレル・フィクリ 12分, 19分, 64分 · スマレー 37分 · アヒャル 55分 |

| ブキット・ジャリル国立競技場, クアラルンプール, （マレーシア） 観客数: 12,776 主審: 荒木友輔 |

2試合合計12-2でマレーシアが勝利
| 2019年6月6日 18:30 UTC+7 |

| カンボジア                          | 2 - 0                   | パキスタン |
| チャンテア 81分 · ソクンピアク 83分 | 記録(AFC) レポート(AFC) |            |

| オリンピックスタジアム, プノンペン 観客数: 33,706 主審: ショーン・エヴァンス |

| 2019年6月11日 19:00 UTC+3 |

| パキスタン                   | 1 - 2                   | カンボジア            |
| アドナン・バシール 18分 (PK) | 記録(AFC) レポート(AFC) | サス 64分 · ルン 89分 |

| アル・アハリ・スタジアム, ドーハ（カタール） 観客数: 300 主審: ハナ・ハタブ |

2試合合計4-1でカンボジアが勝利
| 2019年6月6日 18:00 UTC+6 |

| ブータン              | 1 - 0                   | グアム |
| ツェリン・ドルジ 35分 | 記録(AFC) レポート(AFC) |        |

| チャンリミタン・スタジアム, ティンプー 観客数: 8,000 主審: オマール・ムバラク |

| 2019年6月11日 15:15 UTC+10 |

| グアム                                                        | 5 - 0                   | ブータン |
| ラグッタン 23分 · カンリフ 26分, 81分, 90+4分 · マルコム 51分 | 記録(AFC) レポート(AFC) |          |

| グアムFAフィールド, デデド 観客数: 1,029 主審: 游銘訓 |

2試合合計5-1でグアムが勝利

## 出来事

### マカオの試合参加辞退
マカオサッカー協会は、同年4月にスリランカで大規模テロ事件が発生したことを踏まえ、スリランカのホームゲーム会場を国外とするよう国際サッカー連盟（FIFA）・アジアサッカー連盟（AFC）・スリランカサッカー連盟に要望していたものの、最終的にスリランカ国内での開催が認められた。これに対しマカオサッカー協会は第1試合（マカオのホームゲーム、6月6日実施）と第2試合（スリランカのホームゲーム、6月11日にコロンボのスガサダシュ・スタジアムで実施予定であった）の間の6月8日に、安全の確保ができないとして、スリランカに選手を送らず予選を辞退することを表明した。一方でマカオの選手は反発しており、今後の代表への不参加の可能性も表明している。
AFCは6月10日に、マカオが6月11日に予定されていたスリランカのホームゲームに出場しないこと、またそのことをFIFAならびにAFCの担当委員会に連絡したことを発表した。
FIFAは6月27日に、同試合を没収試合（マカオの0-3での敗戦扱い）とし、マカオサッカー協会に1万スイス・フランの罰金処分を科すことを発表した。